# Wanted : Choisis ton destin
Pour les articles homonymes, voir Wanted.
Pour plus de détails, voir Fiche technique et Distribution.
Wanted : Choisis ton destin ou Recherché au Québec (Wanted), est un film américano-germano-russe réalisé par Timour Bekmambetov, sorti en 2008. C'est l'adaptation de la série de comics Wanted écrite par Mark Millar et dessinée par J.G. Jones, publiée par Top Cow et traduite en France par Delcourt, mais qui en diffère sur plusieurs aspects.
Le film est un succès commercial. Il reçoit en 2009 l'Empire Award du meilleur film fantastique ou de science-fiction.

## Synopsis
Chicago. Wesley Gibson, 24 ans, est un employé de bureau terne et sans envergure. Se percevant lui-même comme un raté, il accepte sans se rebiffer les infidélités de sa petite amie et les humiliations de sa patronne. Lorsque son père meurt, il apprend que c'était un redoutable assassin au service de « La Confrérie », une organisation criminelle. Il est recruté par Fox, une femme membre de l'organisation, pour marcher sur les traces de son père et prendre sa place au sein de « la Confrérie ».

## Fiche technique
- Titre original : Wanted
- Titre français : Wanted : Choisis ton destin
- Titre québécois : Recherché
- Réalisation : Timour Bekmambetov
- Scénario : Michael Brandt, Derek Haas et Chris Morgan, d'après Wanted écrit par Mark Millar
- Photographie : Mitchell Amundsen
- Montage : David Brenner
- Musique : Danny Elfman
- Producteurs : Marc Platt, Jason Netter, Jim Lemley, Iain Smith
- Producteurs délégués : Marc Silvestri, Adam Siegel, Roger Birnbaum, Gary Barber
- Studios de production : Relativity Media ; Top Cow Productions et Studios Barrandov
- Sociétés de distribution : Universal Pictures (États-Unis) ; Spyglass Entertainment (International) et Paramount Pictures (France)
- Pays :  États-Unis,  Allemagne -  Russie
- Budget : 75 000 000 dollars américain
- Durée  : 110 min.
- Dates de sortie : États-Unis, Québec 27 juin 2008 • France 16 juillet 2008

## Distribution
- James McAvoy (VF : Benjamin Jungers ; VQ : Nicolas Charbonneaux-Collombet) : Wesley Gibson
- Morgan Freeman (VF : Med Hondo; VQ : Aubert Pallascio) : Sloan
- Angelina Jolie (VF : Françoise Cadol ; VQ : Hélène Mondoux) : Fox
- Thomas Kretschmann (VQ : Pierre Auger) : Cross
- Common (VF : Frantz Confiac ; VQ : Éric Gaudry) : l'Armurier
- Terence Stamp (VF : Gérard Rinaldi ; VQ : Guy Nadon) : Pekwarsky
- Chris Pratt (VQ : Éric Bruneau) : Barry
- Constantin Khabenski (VF : Cédric Dumond ; VQ : Louis-Philippe Dandenault) : l'Exterminateur
- Marc Warren (VF : Donald Reignoux ; VQ : Alexandre Fortin) : le Réparateur
- Dato Bakhtadze (VQ : Stéphane Rivard) : le Boucher
- David O'Hara (VQ : Denis Gravereaux) : Mister X
- Kristen Hager (VF : Rachel Arditi ; VQ : Magalie Lépine-Blondeau) : Kathy

## Accueil

### Critiques
Le film reçoit des critiques plutôt positives aux Etats-Unis. Le site d'agrégation de critiques Rotten Tomatoes enregistre pour le film une note d'approbation de 71% sur la base de 203 critiques, avec une moyenne de 6,6 / 10. Il a un score de 64 sur 100 sur Metacritic (basé sur 38 critiques). Le public interrogé par CinemaScore lors du week-end d'ouverture de Wanted a donné au film une note moyenne de B + sur une échelle A + à F.
En France les critiques sont plus partagées, la note moyenne sur Allociné est de 2,7 / 5, basé sur les critiques de 17 titres de presse. La note moyenne des spectateurs est de 3,1 / 5.

### Box-office
Le film est un succès commercial : pour un budget de 75 millions de dollars, le film en remporte à l'échelle mondiale un peu plus de 341 millions en salles.

## Distinctions
Le film est nommé pour quelques récompenses, et remporte en 2009 l'Empire Award du meilleur film fantastique ou de science-fiction.